# Horvátország elnökeinek listája

Elnöki lobogó

## A Horvát Köztársaság elnökeinek listája (1990-től)
| # | Elnök | Elnök                            | Terminus           | Terminus           | Párt                         | Megjegyzés |
| - | ----- | -------------------------------- | ------------------ | ------------------ | ---------------------------- | --- |
| 1 |       | Franjo Tuđman (1922–1999)        | 1990. május 30.    | 1999. december 10. | Horvát Demokratikus Közösség | A független Horvátország első elnöke. 1999. november 6. és december 10. között betegsége okán cselekvőképtelen. |
| - |       | Vlatko Pavletić (1930–2007)      | 1999. november 26. | 2000. február 2.   | Horvát Demokratikus Közösség | Franjo Tuđman betegsége alatt mint házelnök látta el az államfői feladatokat.                                   |
| - |       | Zlatko Tomčić (1945–)            | 2000. február 2.   | 2000. február 18.  | Horvát Parasztpárt           | Mint házelnök a választásokig látta el az államfői feladatokat.                                                 |
| 2 |       | Stjepan Mesić (1934–)            | 2000. február 18.  | 2010. február 18.  | Horvát Néppárt               | |
| 3 |       | Ivo Josipović (1957–)            | 2010. február 18.  | 2015. február 19.  | Horvát Szociáldemokrata Párt | |
| 4 |       | Kolinda Grabar-Kitarović (1968–) | 2015. február 19.  | 2020. január 5.    | Horvát Demokratikus Közösség | Horvátország első női elnöke.                                                                                   |
| 5 |       | Zoran Milanović (1966–)          | 2020. január 5.    |                    | Horvát Szociáldemokrata Párt | |